# Église Sainte-Croix de Loupiac-de-la-Réole
Pour les articles homonymes, voir Église Sainte-Croix.
L'église Sainte-Croix de Loupiac-de-la-Réole est une église catholique située à Loupiac-de-la-Réole, en France.

## Localisation
L'église, entourée de son cimetière, est située dans le département français de la Gironde, sur la commune de Loupiac-de-la-Réole, au nord du bourg, sur la route qui descend au canal de Garonne.

## Historique
L'édifice dont la façade sud et la porte datent du XVIe siècle a été restauré au XIXe siècle et à nouveau en 2009 ; il est inscrit au titre des monuments historiques par arrêté du 24 décembre 1925 pour sa porte du 16e siècle.

## Notes et références

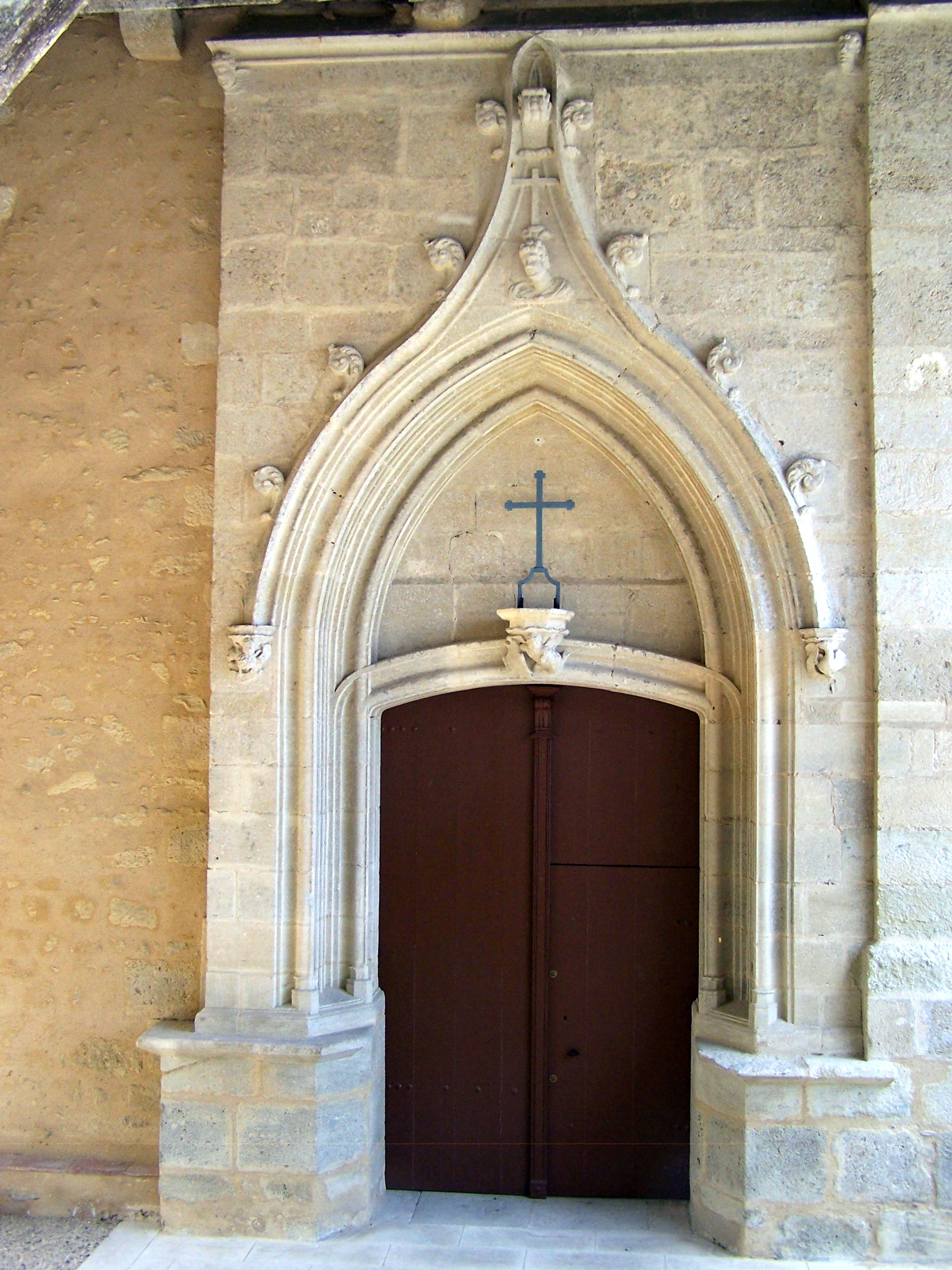
La porte, objet de l'inscription (août 2010)
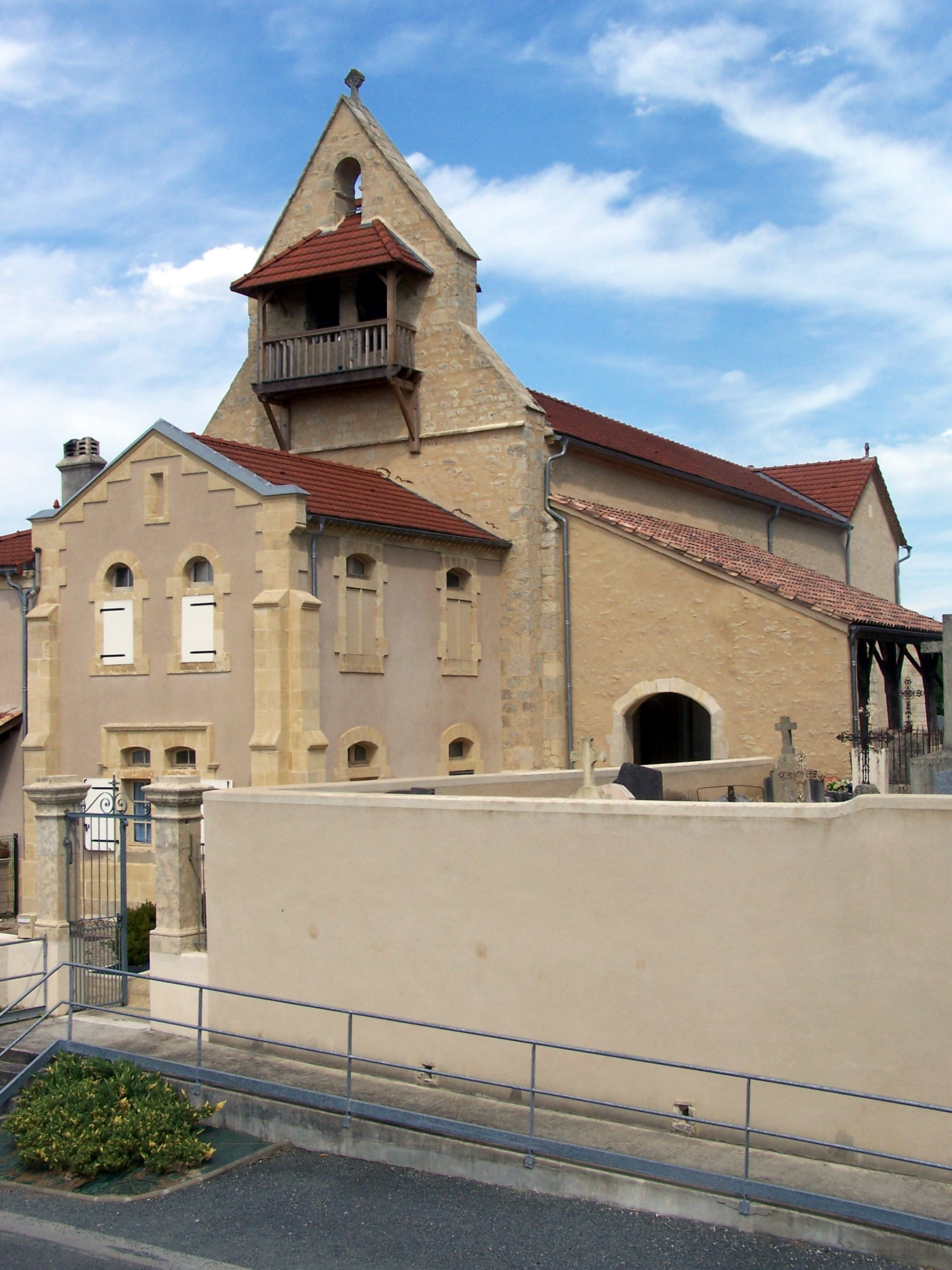
Vue ouest de l'église avec le presbytère accolé en façade (août 2010)
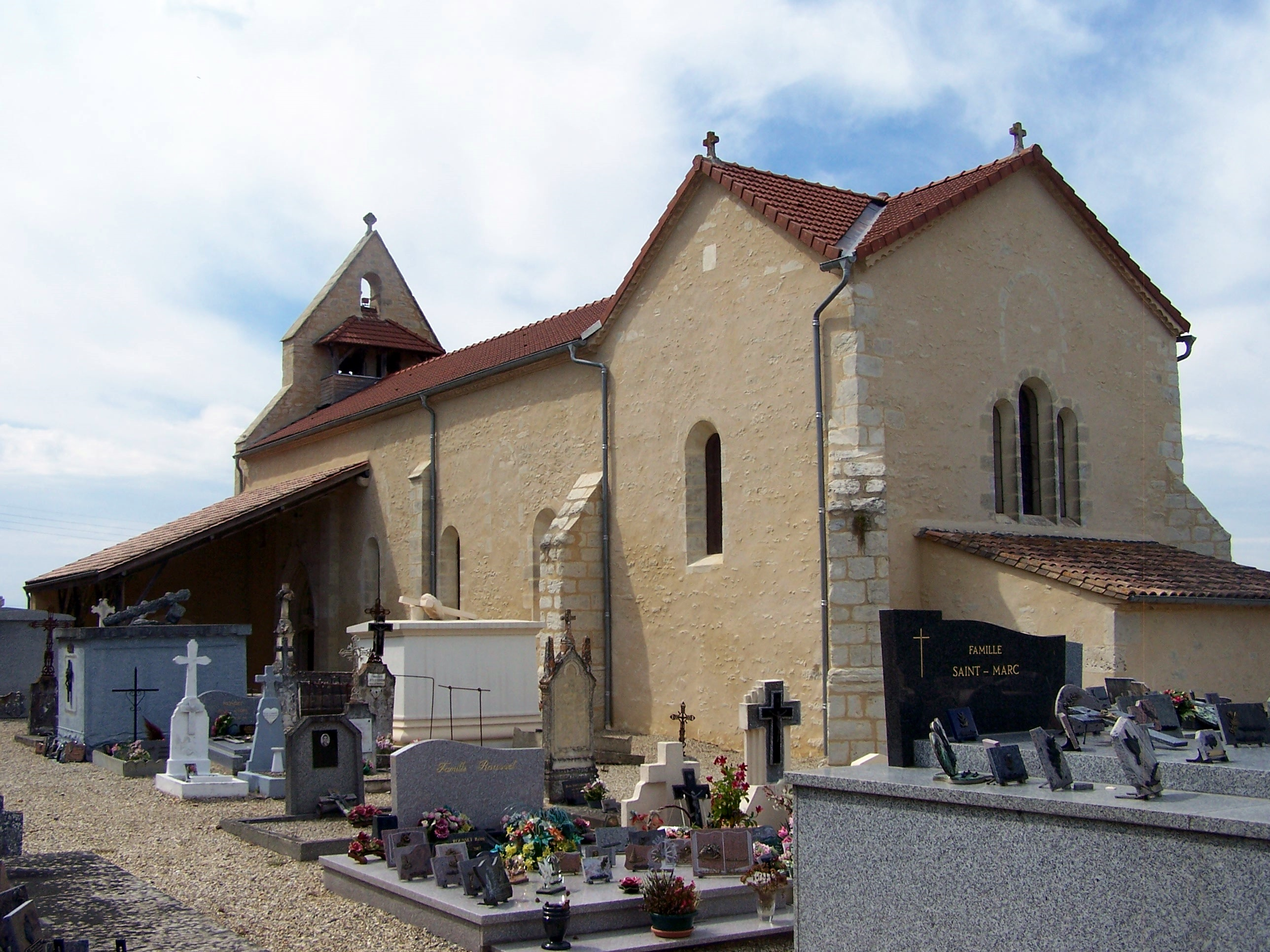
Vue sud-est (août 2010)